# Auguste Heiligenstein
Auguste Heiligenstein, né le 6 décembre 1891 à Saint-Denis et mort le 23 janvier 1976, est un maître verrier et céramiste français.
Il a participé au renouveau du décor émaillé sur verre dans les années 1930.

## Biographie
Il entre en 1902 comme apprenti à la verrerie Legras de Saint-Denis où ses dons pour le dessin lui permettent de devenir rapidement apprenti décorateur. À partir de 1908, après un passage dans l’atelier de décoration de Baccarat, il est engagé après sa démobilisation par Goupy, directeur artistique de la maison Rouard.
Il débute la Première Guerre mondiale comme sous-officier près d’un canon de 75 mm et y a gagné ses galons de sous-lieutenant. Volontaire pour devenir observateur aérostier à la fin de 1914. Cantonné au fort des Paroches, il devient observateur en ballon. Il monte aussi un service d’élaboration de cartes établies à partir de ses observations, avant qu’en juin 1915, la 65e division ne soit transférée dans la Woëvre et au bois le Prêtre près de Pont-à-Mousson. C’est là qu’il est désigné pour être observateur en avion à l’escadrille de la division, la MF 5, basée à Toul. Puis en 1916, il a obtenu le brevet de pilote avant de se retrouver à la MF-44. En 1917, il a également servi à la C-229, mais blessé, il a fini la guerre au Service des fabrications d’aviation
Devenu indépendant en 1923, il rencontre la céramiste Odette Chatrousse qui deviendra son épouse et qui l’initie à la céramique. Il expose ses premières pièces signées au musée Galliera en 1923, et participe ensuite régulièrement au Salon, obtenant en 1924 une médaille d’or. Il triomphe au Salon des artistes français en 1933 avec un grand vase entièrement décoré d’émaux translucides cernés d’or, selon une technique qu’il a lui-même mise au point.
Après la Seconde Guerre mondiale, il se consacre essentiellement à la céramique et écrit un ouvrage sur la décoration dans les arts du feu : verrerie, porcelaine et faïence.

## Distinctions
- Croix de guerre 1914–1918
- Commandeur de la Légion d'honneur